# Philadelphia Union 2016
Questa voce raccoglie le informazioni riguardanti il Philadelphia Union nelle competizioni ufficiali della stagione 2016.

## Stagione
Nel corso della stagione gli Union convincono attraverso un buono stato di forma e riescono ad inanellare una serie di otto partite senza mai perdere . A fine stagione regolare la squadra si classifica al dodicesimo posto raggiungendo i play-off dopo quattro anni dall'ultima volta. In coppa nazionale si fermano ai quarti di finale, eliminati dal N.E. Revolution.

## Maglie e sponsor
Lo sponsor tecnico è Adidas e il main sponsor Grupo Bimbo.
| Casa | Trasferta |

## Organico
Aggiornata al 20 aprile.

### Rosa 2016
| N. |                        | Ruolo | Calciatore          |
| -- | ---------------------- | ----- | ------------------- |
| 1  | Giamaica (bandiera)    | P     | Andre Blake         |
| 2  | Guyana (bandiera)      | D     | Warren Creavalle    |
| 3  | Stati Uniti (bandiera) | D     | Taylor Washington   |
| 4  | Stati Uniti (bandiera) | D     | Ken Tribbett        |
| 6  | Paesi Bassi (bandiera) | C     | Roland Alberg       |
| 7  | Stati Uniti (bandiera) | C     | Brian Carroll       |
| 8  | Stati Uniti (bandiera) | C     | Maurice Edu         |
| 9  | Stati Uniti (bandiera) | A     | Charlie Davies      |
| 10 | Svizzera (bandiera)    | C     | Tranquillo Barnetta |
| 11 | Stati Uniti (bandiera) | C     | Alejandro Bedoya    |
| 12 | Stati Uniti (bandiera) | D     | Keegan Rosenberry   |
| 13 | Stati Uniti (bandiera) | A     | Chris Pontius       |
| 14 | Germania (bandiera)    | C     | Fabian Herbers      |
| 15 | Ghana (bandiera)       | D     | Joshua Yaro         |
| 16 | Stati Uniti (bandiera) | D     | Richie Marquez      |

| N. |                        | Ruolo | Calciatore         |
| -- | ---------------------- | ----- | ------------------ |
| 17 | Stati Uniti (bandiera) | C     | C.J. Sapong        |
| 18 | Camerun (bandiera)     | C     | Eric Ayuk          |
| 19 | Stati Uniti (bandiera) | C     | Cole Missimo       |
| 20 | Colombia (bandiera)    | C     | Wálter Restrepo    |
| 21 | Stati Uniti (bandiera) | C     | Derrick Jones      |
| 22 | Brasile (bandiera)     | C     | Leo Fernandes      |
| 23 | Brasile (bandiera)     | C     | Anderson Conceição |
| 24 | Inghilterra (bandiera) | P     | Matthew Jones      |
| 25 | Brasile (bandiera)     | C     | Ilsinho            |
| 26 | Stati Uniti (bandiera) | D     | Auston Trusty      |
| 27 | Stati Uniti (bandiera) | P     | John McCarthy      |
| 28 | Stati Uniti (bandiera) | D     | Ray Gaddis         |
| 32 | Germania (bandiera)    | C     | Kevin Kratz        |
| 33 | Brasile (bandiera)     | D     | Fabinho            |